# RMF FM
RMF FM (Radio Muzyka Fakty, dapprima Radio Małopolska Fun) è un'emittente radiofonica polacca fondata nel 1990 e di proprietà di Grupa RMF.